# Sabana Seca
Sabana Seca es un barrio ubicado en estado libre asociado de Puerto Rico. En el Censo de 1877 tenía una población de 53192 habitantes y una densidad poblacional de 1.558,71 personas por km².

## Geografía
Sabana Seca se encuentra ubicado en las coordenadas 18°26′42″N 66°11′59″O / 18.44500, -66.19972. Según la Oficina del Censo de los Estados Unidos, Sabana Seca tiene una superficie total de 34.13 km², de la cual 31.29 km² corresponden a tierra firme y (8.3%) 2.83 km² es agua.

## Demografía
Según el censo de 2010, había 53192 personas residiendo en Sabana Seca. La densidad de población era de 1.558,71 hab./km². De los 53192 habitantes, Sabana Seca estaba compuesto por el 70.66% blancos, el 16.23% eran afroamericanos, el 0.62% eran amerindios, el 0.31% eran asiáticos, el 0% eran isleños del Pacífico, el 8.77% eran de otras razas y el 3.41% pertenecían a dos o más razas. Del total de la población el 98.7% eran hispanos o latinos de cualquier raza.